# Rhombochlamys
- Commons
- Wikispecies

Rhombochlamys Lindau, segundo o Sistema APG II, é um gênero botânico da família Acanthaceae

## Espécies
Apresenta duas espécie:
- Rhombochlamys elata
- Rhombochlamys rosulata
- «Lista das espécies»